# Brian Jacks

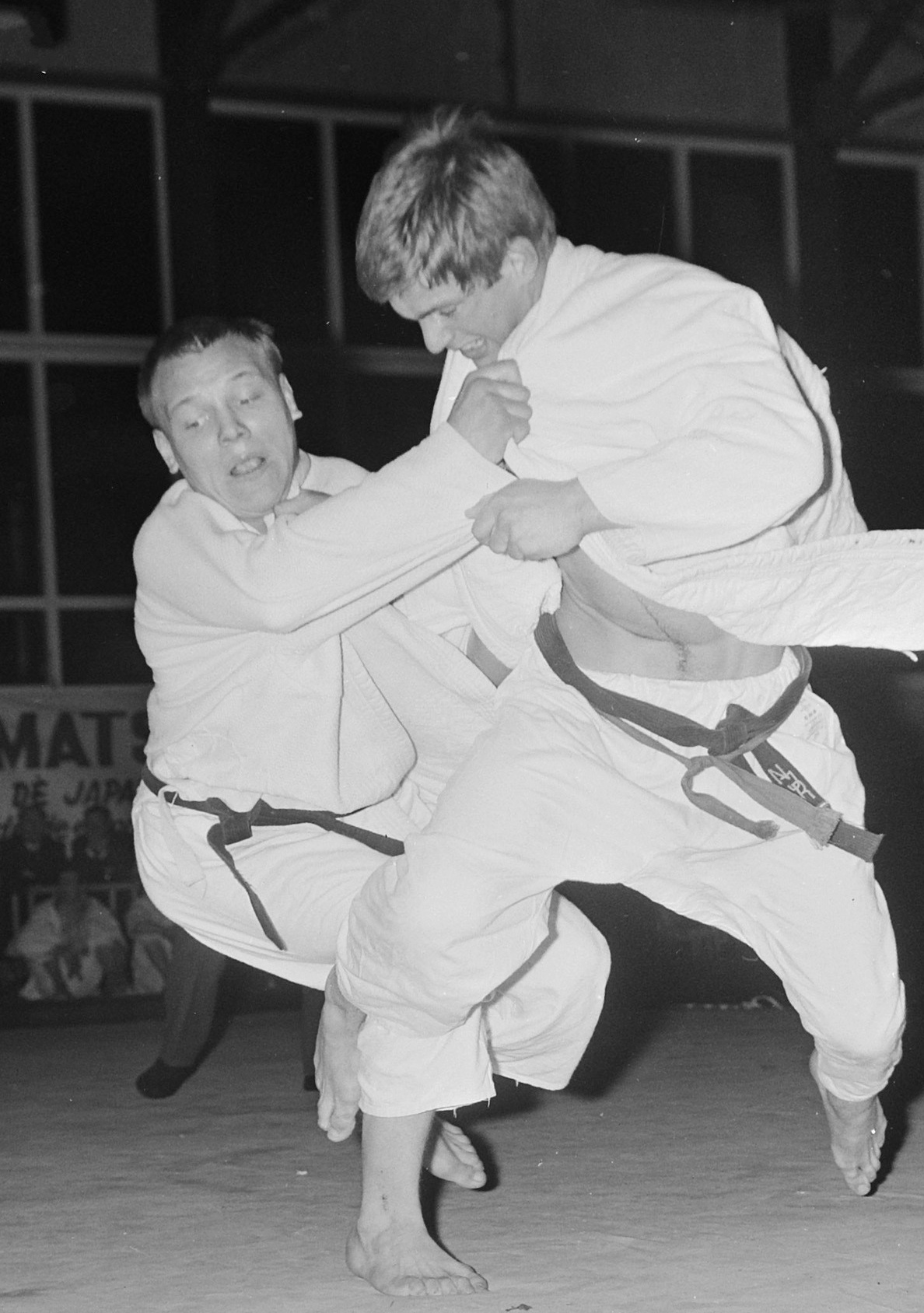
Brian Jacks (links) gegen den Niederländer Adri van Polanen. (1967)

Brian Albert Thomas Jacks (* 5. Oktober 1946 in London) ist ein ehemaliger britischer Judoka, der 1972 eine olympische Bronzemedaille im Mittelgewicht gewann.
Der 1,78 m große Brian Jacks war 1964 Junioreneuropameister und Dritter im Leichtgewicht bei den Europameisterschaften in der Erwachsenenklasse. Bei der olympischen Premiere des Judosports 1964 in Tokio schied er in der Vorrundengruppe des späteren Olympiasiegers Takehide Nakatani aus Japan mit einem Sieg und einer Niederlage aus. 1965 gewann Brian Jacks Silber bei den Europameisterschaften hinter Wladimir Kuspisch aus der Sowjetunion und wurde wie im Vorjahr Junioreneuropameister. 
1967 erkämpfte Jacks, nun im Mittelgewicht startend, sowohl bei den Europameisterschaften als auch bei den Weltmeisterschaften eine Bronzemedaille. Bei den Weltmeisterschaften 1969 unterlag er dem Japaner Katsuya Hirao und belegte am Ende den siebten Platz. 1970 war Brian Jacks Europameister vor dem Niederländer Martin Poglajen. 1971 gewann Jacks eine Bronzemedaille bei den Europameisterschaften und belegte bei den Weltmeisterschaften den fünften Platz. 
Bei den Olympischen Spielen 1972 in München gewann Jacks den Pool A und der Südkoreaner Oh Seung-lip den Pool B, über die Hoffnungsrunde kamen der Franzose Jean-Paul Coche und der Japaner Shinobu Sekine ins Halbfinale. Im Halbfinale gewann der Japaner gegen den Briten durch Schiedsrichterentscheid (yusei-gachi) und Jacks erhielt eine Bronzemedaille. Ein Jahr später verlor Jacks im Poolfinale der Europameisterschaften gegen den Franzosen Guy Auffray, nach Siegen über den Deutschen Fred Marhenke in der Hoffnungsrunde und über Guram Gogolauri aus der Sowjetunion im Halbfinale traf Jacks im Finale wieder auf Guy Affray und gewann die Goldmedaille. 1974 erkämpfte Jacks Bronze bei den Studentenweltmeisterschaften, 1975 erreichte er beim vorolympischen Turnier in Montreal das Finale und verlor gegen Marhenke. Bei den Olympischen Spielen 1976 in Montreal schied Jacks nach zwei Siegen mit einer Niederlage gegen den Jugoslawen Slavko Obadov aus und belegte den elften Platz.  